# Leche merengada
La  leche merengada è una bevanda tipica della gastronomia spagnola a base di latte e albumi, addolcita con zucchero e aromatizzata alla cannella. Normalmente viene servita ben fredda, in modo che sia parzialmente congelata e abbia una consistenza simile a quella della neve. È una bevanda che viene offerta generalmente nelle gelaterie delle città spagnole.

## Caratteristiche
Tecnicamente questa bevanda viene considerata un frullato con uova, addolcito con un qualsiasi tipo di edulcorante (di norma zucchero). Per la sua realizzazione, si mischiano nel latte («in caldo»): zucchero, cannella (in rami e in polvere) e, a volte, scorza di limone (in alcune occasioni si menziona la vanillina). Per insaporirla, viene in genere usato un po' di sale. Il composto viene  poi frullato in un frullatore elettrico (anticamente veniva fatto a mano) e, infine, viene messo nel congelatore, in modo da ottenere la consistenza semicongelata che ricorda la neve.  
Può essere servita in diversi modi: alcuni cuochi aggiungono, per esempio, delle gocce di caffè. Le caratteristiche nutritive della bevanda fanno sì che possa essere considerata a volte un dessert, servito alla fine di un pasto, altre volte una merenda, o semplicemente una bevanda ricostituente. 